# Justin Papineau
Justin Papineau (* 15. Januar 1980 in Ottawa, Ontario) ist ein ehemaliger kanadischer Eishockeyspieler, der im Verlauf seiner aktiven Karriere zwischen 1996 und 2011 unter anderem 82 Spiele für die St. Louis Blues und New York Islanders in der National Hockey League (NHL) auf der Position des Centers bestritten hat. Darüber hinaus absolvierte Papineau annähernd 300 weitere Partien in der American Hockey League (AHL) und war insgesamt drei Spielzeiten für die Grizzly Adams Wolfsburg sowie Adler Mannheim in der Deutschen Eishockey Liga (DEL) aktiv.

## Karriere

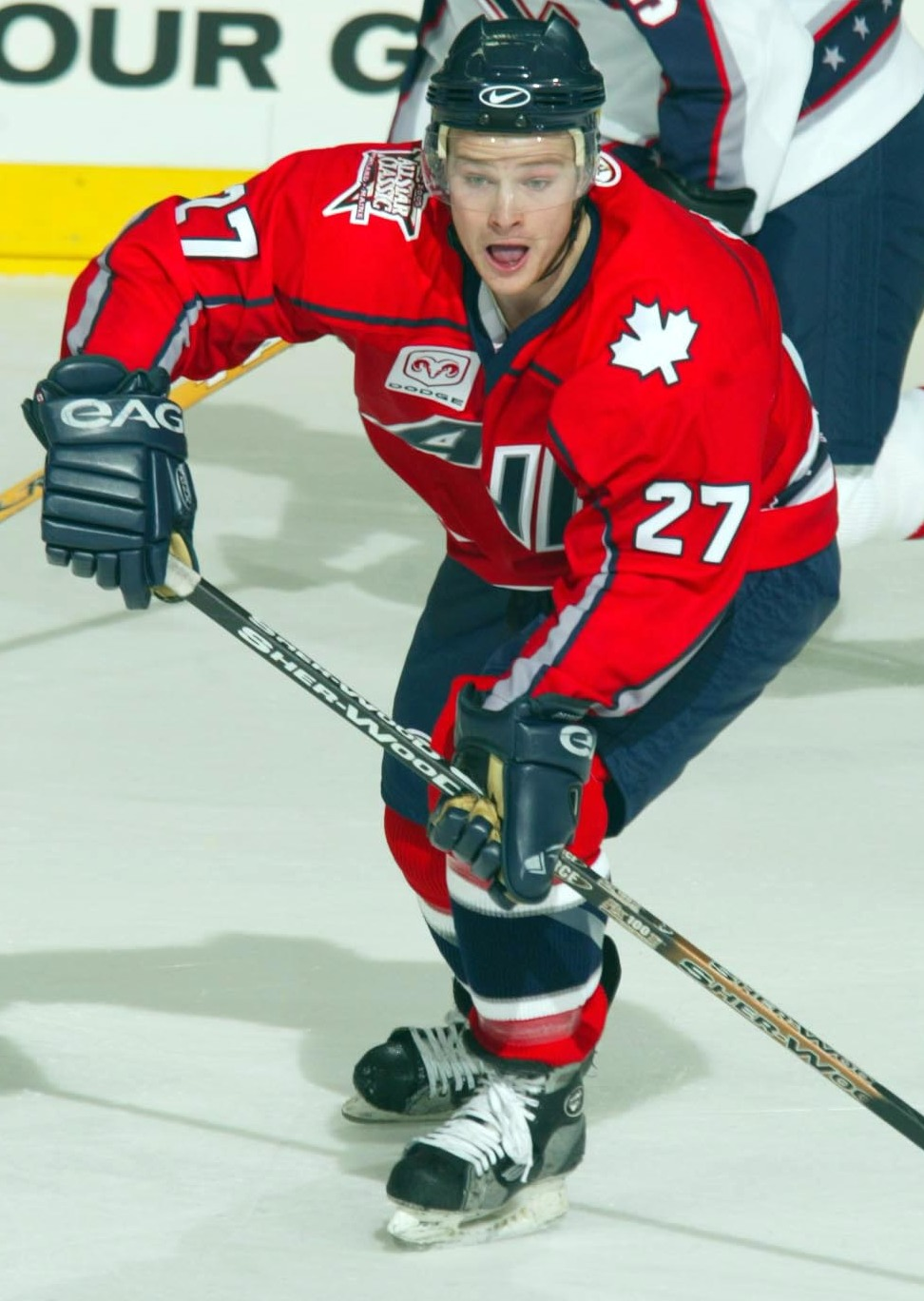
Papineau beim AHL All-Star Classic 2003

Justin Papineau begann seine Karriere als Eishockeyspieler bei den Belleville Bulls, für die er von 1996 bis 2000 insgesamt vier Jahre lang in der kanadischen Juniorenliga Ontario Hockey League (OHL) spielte. In dieser Zeit wurde er zunächst im NHL Entry Draft 1998 in der zweiten Runde als insgesamt 46. Spieler von den Los Angeles Kings aus der National Hockey League (NHL) ausgewählt. Da diese ihn jedoch in den folgenden beiden Spielzeiten nicht unter Vertrag nahmen und er weiter in der OHL für Belleville aktiv gewesen war, durfte der Angreifer nach Ablauf einer Zweijahresfrist im NHL Entry Draft 2000 erneut ausgewählt werden. Die St. Louis Blues drafteten ihn schließlich in der dritten Runde als insgesamt 75. Spieler. In der Zwischenzeit hatte sich der Stürmer zu einem der besten Spieler der OHL entwickelt und die Bulls in der Saison 1998/99 zum Gewinn der OHL-Meisterschaft in Form des J. Ross Robertson Cups geführt. Er selbst war als bester Scorer und Torschütze der Playoffs mit dem Wayne Gretzky 99 Award als wertvollster Spieler ausgezeichnet worden.
Vor der Saison 2000/01 wurde Papineau in den Kader der Worcester IceCats aus der American Hockey League (AHL), dem Farmteam der Blues, aufgenommen. Auch in den folgenden beiden Spielzeiten kam der Center nur sporadisch zu Einsätzen für die Blues in der NHL, so dass er hauptsächlich in der AHL auf dem Eis stand. Mitte März 2003 wurde er zusammen mit dem Zweitrunden-Wahlrecht der Blues im NHL Entry Draft 2003 an die New York Islanders abgegeben. Im Gegenzug erhielt St. Louis Chris Osgood und das Drittrunden-Wahlrecht der Islanders im selben Draft. Bis zum Ende der Saison 2002/03 spielte der Angreifer sowohl für die Islanders, als auch für deren AHL-Kooperationspartner Bridgeport Sound Tigers. In der folgenden Spielzeit stand er ausschließlich für New York in der NHL auf dem Eis und erzielte 13 Scorerpunkte in 64 Spielen, darunter acht Tore. Während des Lockouts der NHL-Saison 2004/05 lief Papineau die gesamte Spielzeit für die Sound Tigers in der AHL auf. Nach Wiederaufnahme des Spielbetriebs in der NHL im Spieljahr 2005/06 kam der Kanadier nicht mehr für die Islanders zu weiteren Einsätzen, sodass er am 10. August 2006 als Free Agent von den New Jersey Devils unter Vertrag genommen wurde. Nach einer weiteren Spielzeit, die Papineau ausschließlich in der AHL bei New Jerseys Farmteam, den Lowell Devils, verbracht hatte, unterzeichnete der Kanadier im Juni 2007 einen Vertrag als Free Agent beim EHC Basel aus der Schweizer National League A (NLA).
Nachdem der Angreifer mit dem EHC Basel zum Ende der Saison 2007/08 in die National League B (NLB) abgestiegen war, verblieb er weiterhin in Europa. Er wechselte im Sommer 2008 zu den Grizzly Adams Wolfsburg aus der Deutschen Eishockey Liga (DEL). Mit dem Klub gewann er im Verlauf der Spielzeit den Deutschen Eishockeypokal. Ab der Saison 2009/10 stand Papineau beim Ligakonkurrenten Adler Mannheim unter Vertrag. Nach zwei Jahren im Trikot der Adler beendete der 31-Jährige seine Karriere im Sommer 2011.

### International
Im Juniorenbereich nahm Papineau am Nations Cup 1998 teil, den er mit der kanadischen Auswahl gewann. Seine einzigen Einsätze in der kanadischen A-Nationalmannschaft absolvierte der Stürmer im Rahmen des Deutschland Cup 2008. Mit vier Scorerpunkten in drei Spielen trug er maßgeblich zum Gewinn des Miniturniers bei.

## Erfolge und Auszeichnungen
| - 1997 OHL Second All-Rookie Team - 1998 Teilnahme am CHL Top Prospects Game - 1999 J.-Ross-Robertson-Cup-Gewinn mit den Belleville Bulls - 1999 Topscorer der OHL-Playoffs - 1999 Bester Torschütze der OHL-Playoffs - 1999 Wayne Gretzky 99 Award | - 2002 Teilnahme am AHL All-Star Classic - 2002 Bester Torschütze der AHL (gemeinsam mit Eric Boguniecki) - 2003 Teilnahme am AHL All-Star Classic - 2009 Teilnahme am DEL All-Star Game - 2009 Deutscher Pokalsieger mit den Grizzly Adams Wolfsburg |

### International
- 1998 Goldmedaille beim Nations Cup

## Karrierestatistik

### International
Vertrat Kanada bei:
- Nations Cup 1998

(Legende zur Spielerstatistik: Sp oder GP = absolvierte Spiele; T oder G = erzielte Tore; V oder A = erzielte Assists; Pkt oder Pts = erzielte Scorerpunkte; SM oder PIM = erhaltene Strafminuten; +/− = Plus/Minus-Bilanz; PP = erzielte Überzahltore; SH = erzielte Unterzahltore; GW = erzielte Siegtore; 1 Play-downs/Relegation; Kursiv: Statistik nicht vollständig)